# Wildpark
Wildpark è un quartiere della città tedesca di Potsdam.